# Freedesktop.org
freedesktop.org (fd.o) és un projecte que treballa en la interoperabilitat i la compartició de la tecnologia base dels entorns d'escriptori per a X Window System (X11), tant en GNU/Linux com en altres sistemes operatius Unix-like. Va ser fundat per Havoc Pennington el març del 2000. El projecte el manté la Software in the Public Interest, l'organització sense ànim de lucre creada pel projecte Debian.
Hi ha molts entorns de treball per a X, i això és difícil que canviï. Per això, l'organització busca assegurar que les diferències en el desenvolupament d'aquests entorns de treball sigui invisible a l'usuari final.
Projectes d'escriptori X de codi obert àmpliament usats (tals com GNOME, KDE, i Xfce) col·laboren amb el projecte freedesktop.org.
freedesktop.org havia estat anomenat l'X Desktop Group, i l'abreviació «XDG» encara és utilitzada per algunes persones per referir-se al projecte.

## Objectius
L'objectiu del projecte no és establir estàndards formals, sinó pretendre millorar els problemes d'interoperabilitat entre escriptoris.
1. Reunir les especificacions, estàndards i documents existents sobre la interoperabilitat entre escriptoris X i deixar-los disponibles en un lloc únic de referència.
2. Promoure el desenvolupament de noves especificacions i estàndards per compartir entre els múltiples escriptoris X.
3. Integrar estàndards específics de cada escriptori en estàndards més amplis, com Linux Standard Base i ICCCM.
4. Treballar en la implementació d'aquests estàndards en escriptoris específics.
5. Servir com a fòrum neutral per compartir idees sobre la tecnologia X.
6. Implementar tecnologies que avancin en la interoperabilitat entre escriptoris i en el desenvolupament en general.
7. Promoure els escriptoris X i els seus estàndards.
8. Comunicar-se amb els desenvolupadors de sistemes operatius, el sistema de finestres X i gestionar els problemes relacionats amb l'escriptori.
9. Proveir característiques CVS, allotjament web, llistes de correu i altres recursos a projectes de programari lliure que treballin fent els objectius exposats.

## Projectes allotjats
fd.o proporciona allotjament per a diversos projectes rellevants, entre els quals cal destacar:

### Sistema de finestres i gràfics
- Cairo, una biblioteca de gràfics vectorials amb sortida multidispositiu.
- Direct Rendering Infrastructure (DRI), una interfície basada en X Windows per permetre un accés segur al maquinari de vídeo de forma directa.
- Glamor, un controlador de dispositiu de gràfics 2D per a servidor gràfic.
- Mesa 3D, una implementació d'OpenGL.
- Piglit, un entorn de treball de proves per millorar la qualitat de controladors de gràfics de codi obert i lliure implementant OpenGL proveint els desenvolupadors de recursos simples per realitzar proves de regressió.
- Pixman, una biblioteca de programari de baix nivell per a la manipulació de píxels.
- Poppler, una biblioteca de visualització de PDF.
- Video Acceleration API
- Wayland, protocol per substituir X11.
- X.Org Server: la implementació de referència oficial del protocol X11.
- XCB, un substitut de Xlib.
- Xephyr, un servidor de visualització.

### Altres
- D-Bus, un sistema de programari que proporciona una forma simple de comunicació entre diverses aplicacions.
- Elektra, una biblioteca de configuració de lectura i escriptura.
- Fontconfig, una biblioteca de configuració de caràcters tipogràfics.
- fprint, una biblioteca per a dispositius de reconeixement d'empremtes dactilars.
- GStreamer, un entorn de treball multimèdia multiplataforma.
- GTK-Qt engine, un motor GTK+2 que empra Qt per a dibuixar objectes, obtenint el mateix aspecte que el KDE a través de GTK.
- kmscon, una consola virtual que s'executa en l'espai d'usuari, per substituir la consola de Linux; usa el controlador KMS i suporta Unicode.
- luit, una eina usada per emuladors de terminals.
- libinput, una biblioteca per manejar dispositius d'entrada en sistemes Wayland i per oferir un controlador d'entrada X.Org genèric.
- PulseAudio, un programari que s'encarrega de la gestió de l'ús i accés als dispositius d'àudio, habitualment, les tarjetes de so.
- systemd, un dimoni d'administració de sistema per a iniciar i gestionar serveis de GNU/Linux.
- Xft, fonts que utilitzen la biblioteca FreeType.